# Тойотомі Хідецуґу
Тойотомі Хідецуґу (яп. 豊臣秀次; 1568 - 15 червня 1595) - японський самурай і дайме періоду Сенгоку, племінник і васал Тойотомі Хідейосі.

## Біографія
Син старшої сестри Тойотомі Хідейосі, був прийнятий в клан Мійосі і отримав ім'я Мійосі Нобуєсі. Пізніше на честь свого знаменитого дядька отримав нове ім'я — Хасіба Хідецугу.
У 1582 році Тойотомі Хідейосі подарував своєму племіннику у володіння домен в провінції Омі з доходом 400 000 коку рису. Його резиденцією став замок Омі-Хачіман. Тойотомі Хідецугу добре послужив свого дядька в битвах при Нагакуте (1584), Негородзі (1585), на Сікоку (1585) і під час облоги Одавара (1590).
У 1590 році Тойотомі Хідецугу був призначений керуючим замку Кійосі в провінції Оварі, який раніше належав Оді Нобукацу. У наступному 1591 році Тойотомі Хідейосі, втративши малолітнього сина-спадкоємця Цурумацу, усиновив Тойотомі Хідецугу і передав йому посаду кампаку. Тойотомі Хідецугу прибув до Кіото і оселився в резиденції, побудованої його дядьком. Хідейосі офіційно оголосив Хідецугу своїм наступником. Однак коли Тойотомі Хідецугу відмовився брати участь у війні в Кореї, Їхні стосунки з дядьком виявилися натягнутими. Тойотомі Хідейосі керував військовими діями в Кореї, а його племінник — внутрішніми справами держави.
У 1593 році у Тойотомі Хідейосі від наложниці народився син Хідейорі, і відносини між Хідецугу і Хідейосі остаточно погіршилися.
У 1595 році Тойотомі Хідецугу був звинувачений дядьком у підготовці державного перевороту і за його наказом здійснив ритуальне самогубство (сепуку) на горі Коя-сан. Незабаром за розпорядженням Тойотомі Хідейосі були вбиті його дружина, діти і наложниці.

## Дв. також
- Битва при Комакі-Наґакуте